# 再生 (Perfume歌曲)
《再生》是日本流行電音組合Perfume首支纯配信歌曲。於2019年11月29日發行。唱片公司為Perfume Records/UNIVERSAL J。此曲为东宝电影《尸人庄谜案》主题曲。该电影改编自日本作家今村昌弘的同名小说，由神木隆之介和滨边美波主演。2019年12月13日，《再生》Video Clip正式公开。